# Hurley (álbum)
Hurley é o oitavo álbum de estúdio da banda americana de rock alternativo Weezer. Foi lançado a 14 de Setembro de 2010 pela Epitaph Records. O álbum foi produzido por Rivers Cuomo e Shawn Everett e, tal como o álbum Raditude, contém músicas co-escritas com letristas fora da banda. Cuomo afirma sobre o álbum: "Haverá definitivamente mais energia de rock bruto neste álbum". A capa do álbum é uma imagem do actor americano Jorge Garcia, que representou a personagem Hugo "Hurley" Reyes da série televisiva Lost (em Portugal: Perdidos) de 2004 até 2010.
A lista das faixas foi revelada em Agosto de 2010 e o primeiro single foi "Memories". Estreou na sexta posição da Billboard 200, com 45 mil cópias vendidas na sua primeira semana.

## Antecedente
No final de 2009, os Weezer lançaram o seu sétimo álbum Raditude. O álbum foi lançado no dia 3 de Novembro de 2009, onde se estreou como o sétimo álbum mais vendido dessa semana na tabela da Billboard 200. A banda marcou data para a digressão em Dezembro de 2009, estendendo até ao início de 2010 para poder coincidir com o lançamento do novo álbum. Comparado com os outros álbuns dos Weezer, Raditude recebeu críticas mornas. A Metacritic, que atribui uma classificação normalizada de 100 para críticas de grandes revisores, deu a Raditude uma classificação média de 57 ("críticas médias ou mistas"), baseado em 22 revisões.
Em Dezembro de 2009, foi revelado que a banda já não estava associada à Geffen Records. A banda afirmou que mesmo assim ainda iria lançar novo material, mas demonstravam incerteza sobre os meios pelos quais iriam lançar, quer fosse por eles próprios, por lançamento online ou assinando por outra editora. Entretanto, a banda assinou pela editora independente Epitaph Records.

## Música e Letras
Em Julho de 2010, os Weezer começaram a gravar o sucessor de Raditude. Em Agosto de 2010 foi revelada a lista das faixas do álbum. A primeira faixa e single do álbum foi "Memories", que se apresenta também num pacote de faixas do Guitar Hero, em conjunto com "Buddy Holly" e "(If You're Wondering If I Want You To) I Want You To", lançado simultaneamente com o álbum a 14 de Setembro. O segundo single lançado foi "Hang On", a 15 de Fevereiro de 2011, na rádio alternativa americana. Este single, co-escrito por Rick Nowels, conta com o actor canadiano Michael Cera na voz de fundo, na sanfona e no bandolim.
O videoclipe de "Memories" conta com a participação de vários membros do Jackass na voz de fundo e com imagens do filme Jackass 3D. A revista Alternative Press descreveu esta faixa de alta energia como "Andrew W.K. a fazer um cover dos The Killers".
Os trechos cantados em "Memories" e "Unspoken", tal como as faixas bónus "All My Friends Are Insects" e "Represent" foram gravados no The Banff Center em Banff, Alberta, Canadá. A última faixa do álbum, "Time Flies", co-escrita com o músico de country e compositor Mac Davis, apresenta um som lo-fi e folk-country, o qual é comparado com a música de Led Zeppelin. A gravação de edição deluxe de "Viva la Vida", dos Coldplay, foi feita ao vivo no teatro P.C. Richard & Son, em Nova Iorque, no âmbito do espectáculo iheartradio, a 28 de Outubro de 2009. A acompanhar estiveram Sonya Lee (piano), Jane Cords-O'Hara (violoncelo), Kiwon Nahm (violino) e Stephanie Chandra (chimes).

## Faixas
| N.º | Título            | Compositor(es)                 | Duração |  |
| 1.  | "Memories"        | Rivers Cuomo                   | 3:16    |  |
| 2.  | "Ruling Me"       | Cuomo, Dan Wilson              | 3:30    |  |
| 3.  | "Trainwrecks"     | Cuomo, Desmond Child           | 3:21    |  |
| 4.  | "Unspoken"        | Cuomo                          | 3:01    |  |
| 5.  | "Where's My Sex?" | Cuomo, Greg Wells              | 3:28    |  |
| 6.  | "Run Away"        | Cuomo, Ryan Adams              | 2:55    |  |
| 7.  | "Hang On"         | Cuomo, Rick Nowels             | 3:33    |  |
| 8.  | "Smart Girls"     | Cuomo, Tony Kanal, Jimmy Harry | 3:11    |  |
| 9.  | "Brave New World" | Cuomo, Linda Perry             | 3:57    |  |
| 10. | "Time Flies"      | Cuomo, Mac Davis               | 3:42    |  |

Faixas Bonus da Deluxe Edition
| N.º | Título                          | Compositor(es)                                            | Duração |  |
| 11. | "All My Friends Are Insects"    | Adam Deibert                                              | 1:53    |  |
| 12. | "Viva la Vida" (cover Coldplay) | Guy Berryman, Jonny Buckland, Will Champion, Chris Martin | 4:06    |  |
| 13. | "I Want to Be Something"        | Cuomo                                                     | 2:56    |  |
| 14. | "Represent" (Rocked Out Mix)    | Cuomo                                                     | 4:13    |  |

Faixas Bonus da Edição Japonesa
| N.º | Título                        | Compositor(es) | Duração |  |
| 15. | "Unspoken" (Sam Farrar Remix) | Rivers Cuomo   | 3:09    |  |
| 16. | "Memories" (Instrumental)     | Rivers Cuomo   | 3:15    |  |